# Sigrid Kupsch-Losereit
Sigrid Kupsch-Losereit (* 2. Januar 1942 in Dortmund) ist eine deutsche Philologin und Übersetzungswissenschaftlerin. Bis zu ihrer Pensionierung 2005 war sie Dozentin am Fachbereich Translations-, Sprach- und Kulturwissenschaft der Johannes Gutenberg-Universität Mainz in Germersheim.

## Leben
Kupsch-Losereit studierte von 1961 bis 1966 in Heidelberg, Bonn, Tours und Caen Germanistik, Romanistik und Philosophie. Sie promovierte 1969 an der Universität Heidelberg über die Lyrik der französischen Symbolisten. Von 1970 bis 1972 arbeitete sie als DAAD-Lektorin an der Universität Reims, danach als Dozentin am Fachbereich Translations-, Sprach- und Kulturwissenschaft (FTSK) der Johannes Gutenberg-Universität Mainz in Germersheim. Von 1973 bis 2005 nahm sie an Tagungen und internationalen Konferenzen teil und lehrte im Rahmen von internationalen EU-Programmen (Erasmus, Socrates etc.) an Universitäten in Bordeaux, Paris, Prag und Antwerpen
Am Fachbereich Translations-, Sprach- und Kulturwissenschaft  hat Sigrid Kupsch-Losereit als Dozentin u. a. zusammen mit Hans G. Hönig und Paul Kussmaul gearbeitet. Ihre Studien galten vor allem dem Übersetzungsprozess und der kulturellen Einbettung der Übersetzung des Ausgangstextes in den Zieltext. Damit trug sie zur Entwicklung des funktionalen Modells der Translationswissenschaft bei.

## Forschungsschwerpunkte
- Translationswissenschaft[2]
- Französische Landeskunde des 19. und 20. Jahrhunderts
- Französische Literatur des 19. und 20. Jahrhunderts

## Publikationen

### Monographien
- Vom Ausgangstext zum Zieltext: eine Wegbeschreibung translatorischen Handelns. SAXA-Verlag, Berlin 2008, ISBN 978-3-939060-13-0.

### Weitere Publikationen (Auswahl)
- „Scheint eine schöne Sonne?“ oder: Was ist ein Übersetzungsfehler? In: Lebende Sprachen. 31. Jahrgang 1986, Band 1, S. 12–16.
- Sprachlich-konzeptuelle Verarbeitung von Kulturdifferenz in der Übersetzung. In: Lebende Sprachen. 35. Jahrgang 1990, Band 4, S. 152–155.
- Die Relevanz von kommunikationstheoretischen Modellen für Übersetzungstheorie und übersetzerische Praxis. In: TEXTconTEXT. 6. Jahrgang 1991, S. 77–100.
- Hermeneutische Verstehensprozesse beim Übersetzen. In: Justa Holz-Mänttäri u. a. (Hrsg.): Traducere Navem. Festschrift für Katharina Reiß zum 70. Geburtstag. Tampereen yliopisto, Tampere 1993, ISBN 951-44-3262-2, S. 203–218.
- Die Modellierung von Verstehensprozessen und die Konsequenzen für den Übersetzungsunterricht. In: TEXTconTEXT. 10. Jahrgang 1995, Band 3, S. 79–196.
- Psycholinguistik. In: Mary Snell-Hornby u. a. (Hrsg.): Handbuch Translation. Stauffenburg-Verlag, Tübingen 1998, ISBN 3-86057-992-4, S. 64–66.
- Interferenzen. In: Mary Snell-Hornby u. a. (Hrsg.): Handbuch Translation. Stauffenburg-Verlag, Tübingen 1998, ISBN 3-86057-992-4, S. 167–170.
- Gerichtsurteile. In: Mary Snell-Hornby u. a. (Hrsg.): Handbuch Translation. Stauffenburg-Verlag, Tübingen 1998, ISBN 3-86057-992-4, S. 225–228.
- Vertragstexte. In: Mary Snell-Hornby u. a. (Hrsg.): Handbuch Translation. Stauffenburg-Verlag, Tübingen 1998, ISBN 3-86057-992-4, S. 228–230.
- Interferenz in der Übersetzung. In: Harald Kittel u. a. (Hrsg.): Übersetzung: ein internationales Handbuch zur Übersetzungsforschung. Band 1, De Gruyter Verlag, Berlin/ Boston 2004, ISBN 3-11-013708-9, S. 543–550.
- Die Übersetzung als Produkt hermeneutischer Verstehensprozesse. In: Mary Snell-Hornby, Franz Pöchhacker, Klaus Kaindl (Hrsg.): Translation Studies. An Interdiscipline. Benjamins, Amsterdam/Philadelphia 1994, ISBN 1-55619-478-1, S. 45–54.
- Zur Evaluierung von Übersetzungen: Parameter der Bewertung. In: Peter A. Schmitt, Heike Jüngst (Hrsg.): Translationsqualität. Peter Lang Verlag, Frankfurt am Main 2007, ISBN 978-3-631-57187-3, S. 333–343.
- Translatorisches Handeln und der kulturelle Mehrwert der Übersetzung. In: Gerd Wotjak, Vessela Ivanova, Encarnación Tabares Plasencia (Hrsg.): Translatione via facienda. Festschrift für Christiane Nord zum 65. Geburtstag. (= Studien zur romanischen Sprachwissenschaft und interkulturellen Kommunikation. Band 58). Lang, Frankfurt 2009, S. 137–150.
- Ein skeptischer Bildungsbürger – zeit- und gegenwartsnah. In: Ursula Hassel, Andreas Kelletat (Hrsg.): Die Heiterkeit des Gelingens. Klaus von Schilling in Germersheim. SAXA Verlag, Berlin 2010, S. 21–28, 69–73.

- Die Übersetzung als cross- identity performance. Jean-Louis Fossets Le Traducteur perd le nord. In: Klaus Kaindl, Ingrid Kurz (Hrsg.): Machtlos, selbstlos, meinungslos? Interdisziplinäre Analysen von ÜbersetzerInnen und DolmetscherInnen in belletristischen Werken. LIT Verlag, Wien 2010, S. 21–28.

- Übersetzen als Verhandlungs(spiel)raum und Sinngebungsprozess. In: Larisa Cercel, John W. Stanley (Hrsg.): Unterwegs zu einer hermeneutischen Übersetzungswissenschaft. Radegundis Stolze zu ihrem 60. Geburtstag. Narr, Tübingen 2012, S. 39–67.

- Laïcité: ein Schlüsselbegriff im Kontext habitueller Denk-, Empfindungs- und Handlungsweisen. In: Peter Holzer, Cornelia Feyrer, Vanessa Gampert (Hrsg.): „Es geht sich aus…“. Zwischen Philologie und Translationswissenschaft; Translation als Interdisziplin; Festschrift für Wolfgang Pöckl. Lang, Frankfurt am Main u. a. 2012, S. 151–163.

- Der Übersetzer als verhinderter Schriftsteller. Henri Thomas‘ La Nuit de Londres und Das Vorgebirge. In: Felix Mayer, Britta Nord (Hrsg.): Aus Tradition in die Zukunft. Perspekti-ven der Translationswissenschaft. Festschrift für Christiane Nord. Frank & Timme, Berlin 2013, S. 131–141.

- Der Autor und sein Double: Montesquieu als Pseudoübersetzer. In: Anne-Kathrin Ende, Susann Herold, Annette Weilandt (Hrsg.): Alles hängt mit allem zusammen. Translatologische Interdependenzen. Festschrift für Peter. A. Schmitt. Frank & Timme, Berlin 2013, S. 515–530.

- Pseudotranslations in 18th century France. In: Klaus Kaindl, Karlheinz Spitzl (Hrsg.): Transfiction. Research into the realities of translation fiction. Benjamins, Amsterdam 2014, S. 189–202.

- Deutsch-romanische Kommunikation im 9. und 10. Jahrhundert. In: J. Boguna, J. Joachimsthaler, J. Nikkinen, E. Reuter, D. Wilske (Hrsg.): Vom Text zum Text – Übersetzungskunst, philologische Präzision und interkulturelle Erfahrung. Festschrift für Andreas F. Kelletat zum 60. Geburtstag. Frank & Timme, Berlin 2014, ISBN 978-3-7329-0106-7, S. 315–324.
- Lettres d’une Péruvienne. Pseudoübersetzung als Inszenierung des imaginierten Originals und als maskierte weibliche Schreibweise. In: Behr, Martina/ Seubert, Sabine (HG.) (2017): Education is a Whole-Person Process. Von ganzheitlicher Lehre, Dolmetschforschung und anderen Dingen. Berlin: Frank & Timme, 467–487.
- ’’Elmar Tophovens Konzept des transparenten Übersetzens.’’ In: Tashinskiy, Aleksey/ Boguna, Julija (HG. (2019)): Das WIE des Übersetzens. Beiträge zur historischen Übersetzerforschung. Berlin: Frank & Timme, 113–126. ISBN 978-3-7329-0536-2.